# Adam Bekerman
Adam Bekerman (hebr. ‏אדם בקרמן‎; ur. 1915 w Warszawie, zm. 1988 w Izraelu) – izraelski malarz i rzeźbiarz pochodzący z Polski.

## Życiorys
Urodzony w Warszawie, gdzie uczęszczał do Szkoły Sztuk Pięknych, był członkiem Towarzystwa Zachęty Sztuk Pięknych. Podczas kampanii wrześniowej walczył w szeregach Wojska Polskiego, a po jej upadku razem ze starszym bratem uciekł do Związku Radzieckiego. W 1940 roku trafił do łagru, gdzie omal nie zmarł na tyfus. Po amnestii zamieszkał w Chersoniu na Ukrainie, gdzie przebywał do repatriacji do Polski w 1946. Zamieszkał w Łodzi, gdzie należał do stowarzyszenia artystów żydowskich oraz wykładał w łódzkiej Państwowej Wyższej Szkole Filmowej do 1956 roku. W 1947 roku zdobył nagrodę za projekt pomnika bojowników getta białostockiego. W grudniu 1957 razem z żoną i córką wyemigrował do Izraela, początkowo mieszkali w obozie przejściowym. Ostatecznie osiedlili się w Riszon le-Cijjon. Adam Bekerman pracował jako grafik i nauczał malarstwa. Został doradcą artystycznym burmistrza Riszon le-Cijjon, Meira Nitzana.